# Anthomyia adducta
Anthomyia adducta är en tvåvingeart som beskrevs av Walker 1853. Anthomyia adducta ingår i släktet Anthomyia och familjen blomsterflugor. Inga underarter finns listade i Catalogue of Life.